# Paraphaenodiscus pavoniae
Paraphaenodiscus pavoniae är en stekelart som beskrevs av Jean Risbec 1951. Paraphaenodiscus pavoniae ingår i släktet Paraphaenodiscus och familjen sköldlussteklar. Inga underarter finns listade i Catalogue of Life.